# Мілково (Вармінсько-Мазурське воєводство)
Мілково (пол. Miłkowo, нім. Millenberg) — село в Польщі, у гміні Орнета Лідзбарського повіту Вармінсько-Мазурського воєводства.
Населення — 198 осіб (2011).
У 1975-1998 роках село належало до Ельблонзького воєводства.

## Демографія
Демографічна структура станом на 31 березня 2011 року:
|          | Загалом | Допрацездатний вік | Працездатний вік | Постпрацездатний вік |
| -------- | ------- | ------------------ | ---------------- | -------------------- |
| Чоловіки | 100     | 17                 | 72               | 11                   |
| Жінки    | 98      | 15                 | 53               | 30                   |
| Разом    | 198     | 32                 | 125              | 41                   |